# Сан Вендито (Казерта)
Сан Вендито је насеље у Италији у округу Казерта, региону Кампанија.
Према процени из 2011. у насељу је живело 249 становника. Насеље се налази на надморској висини од 26 м.